# Tour de Montmayeur
Pour château de Montmayeur, voir château de Montmayeur.
La tour de Montmayeur est une ancienne maison forte, du XIVe siècle, qui se dresse sur la commune d'Aime dans le département de la Savoie, en région Auvergne-Rhône-Alpes.
La tour fait l’objet d’une inscription partielle au titre des monuments historiques par arrêté du 21 août 1983. Seuls le donjon et le logis sont inscrits. 

## Situation
La tour de Montmayeur est située dans le département français de la Savoie sur la commune d'Aime, dans le bourg au sud, près d'un pont sur l'Isère, à l'angle de la rue de la Gare et de la voie ferrée. Elle commandait un pont à péage sur l'Isère.

## Histoire

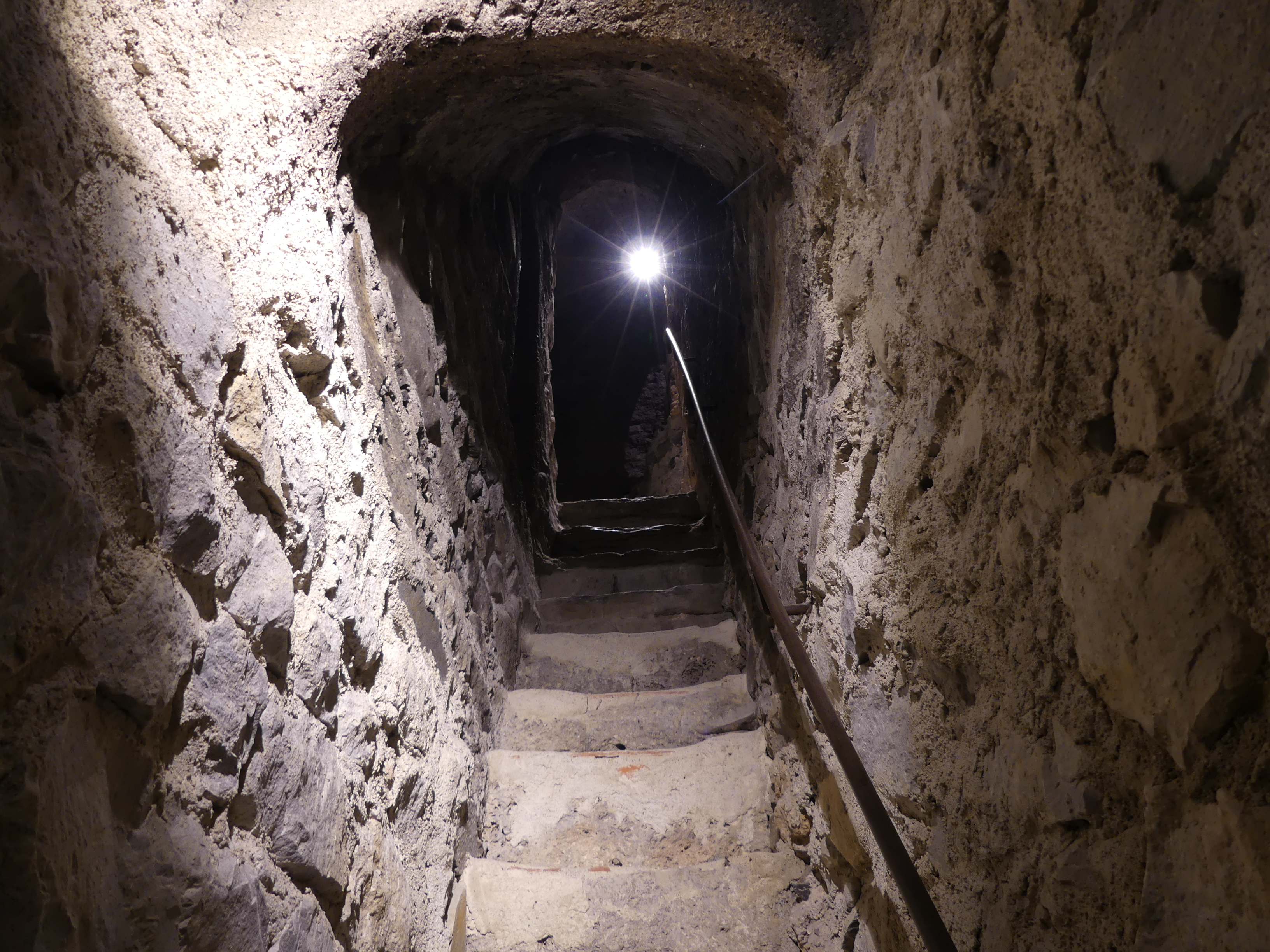
Escalier de la tour.

La tour faisait partie d'un ensemble défensif destiné à protéger le bourg d'Aime. Elle était reliée à la tour du Maney, à une tour carrée, élevée sur l'autre rive, de l'autre côté du pont qui enjambe l'Ormente et à la tour ronde de Poëncet, située derrière le pavillon des religieuses, sous la route de Tessens, le tout placé sous la protection du château de Saint-Sigismond.
Elle semble faire partie des possessions de la famille de Villette.
La tour est citée en 1392, lorsque Claude de Montmayeur en reçoit l'inféodation, puis, en 1447, quand messires Humbert de Montmayeur et son frère Claude de Montmayeur en sont investis.

## Description

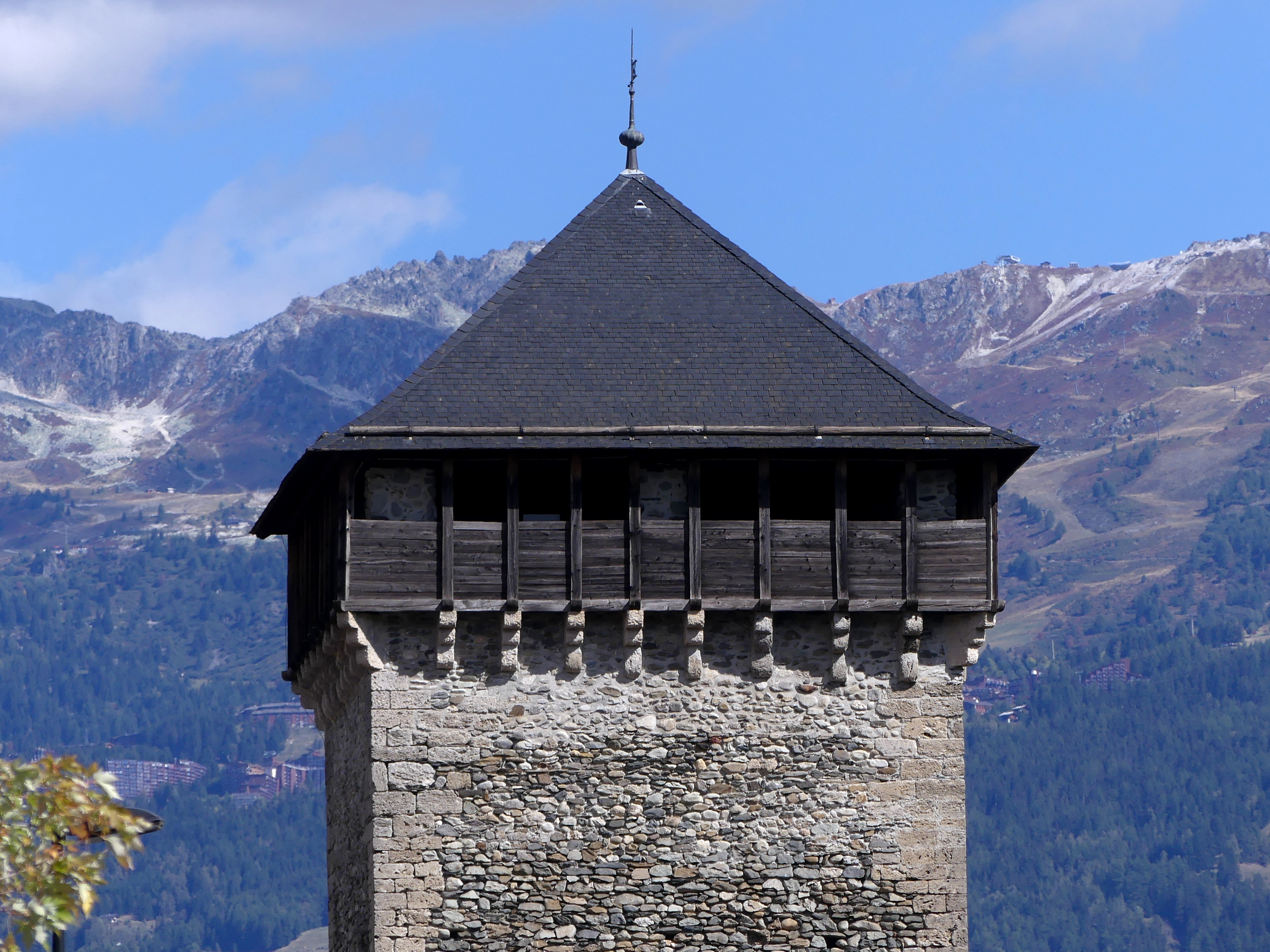
Sommet de la tour.

Selon la notice de la base Mérimée, les éléments les plus anciens du château remonteraient au XIIIe siècle. Une enceinte rectangulaire, flanquée de tours rondes aux angles enchemisait alors la maison forte qui semble dater du XVe siècle. Cette dernière se compose d'un logis quadrangulaire que flanque en son centre sur sa plus grande longueur une tour-maîtresse carrée qui le domine.
Le donjon est haut de 19,30 mètres et mesure 9,55 mètres de côté. Ses murs sont épais de 2,40 mètres. Des mâchicoulis en garnissent le sommet ; il en subsiste, au sud et à l'ouest, certains qui datent de la construction originale. Il est également percé de couleuvrinières à visée cruciformes. Aujourd'hui, les hourds, tout comme les créneaux et la toiture à forte pente, ont été reconstitués.
La maison forte subit des transformations au XVIe siècle ; on aménage de nouvelles pièces, le donjon se voit accolé d'une grosse tour abritant un escalier à vis, et flanqué d'un corps de logis rectangulaire. On accède au premier étage du logis par l'escalier logé dans la grosse tour ronde, qui ne dépasse pas celui-ci, dressé dans l'angle formé par le donjon et le logis. La porte de la tour d'escalier, ainsi qu'une fenêtre du donjon, peuvent être datées, de la fin du XVe, ou du début du XVIe. Les angles, ainsi que les claveaux des arcs, comme les pieds-droits des portes et des meurtrières sont constitués de cailloux roulés tirés de l'Isère, noyés dans un mortier de chaux. À l'intérieur, on peut voir une salle basse voûtée ainsi qu'une salle dite du « prétoire », qui possède un plafond à la française, dont les poutres et les solives sont moulurées.
Les traces d'une tour ronde, subsistent à droite de l'ensemble, probable vestige de l'enceinte.